# Luchthaven Doesjanbe
De internationale luchthaven van Doesjanbe is een luchthaven in Doesjanbe, de hoofdstad van Tadzjikistan. Het is een belangrijke hub van East Air, Somon Air en Tajik Air.
De luchthaven wordt uitgebreid en gemoderniseerd met financiële steun van Frankrijk. Frankrijk heeft €20 miljoen geleend en de overheid van Tadzjikistan betaalt zelf nog eens €19 miljoen aan het project.